# Folio Moeaki
Folio Moeaki (* 9. Mai 1982) ist ein tongaischer Fußballschiedsrichterassistent.
Seit 2009 steht Moeaki auf der Liste der FIFA-Schiedsrichter und ist an der Spielleitung internationaler Fußballspiele beteiligt.
Moeaki war unter anderem bei der U-20-Ozeanienmeisterschaft 2016 in Vanuatu, bei der U-17-Weltmeisterschaft 2017 in Indien, bei der U-20-Weltmeisterschaft 2019 in Polen (jeweils als Assistent von Abdelkader Zitouni) und bei der U-20-Weltmeisterschaft 2023 in Argentinien (als Assistent von Campbell-Kirk Kawana-Waugh) im Einsatz.